# Smrekowickie Stawki

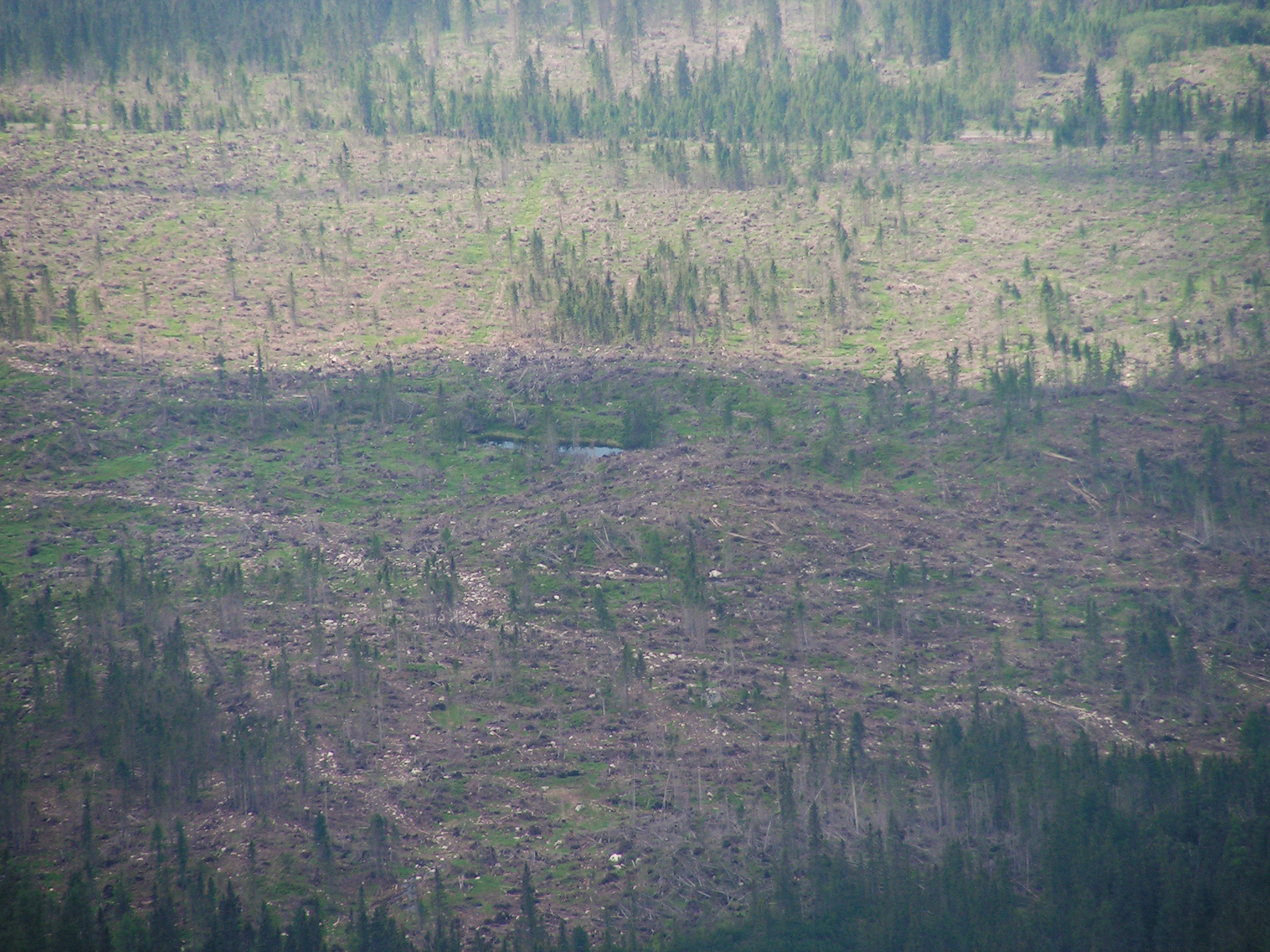
Niżni Smrekowicki Stawek, widok ze Skrajnego Soliska

Smrekowickie Stawki (słow. Smrekovické plieska) – dwa niewielkie, okresowe stawy w słowackich Tatrach Wysokich. Znajdują się około 1,3 km na zachód od Szczyrbskiego Jeziora (Štrbské pleso), a 0,8 km na wschód od Rakitowych Stawków, w środkowej i wschodniej części tarasu zwanego Smrekowica (Smrekovica).
Są to:
- Niżni Smrekowicki Stawek (Nižné Smrekovické pliesko, 1355 m n.p.m.) – zachodni, większy i trwalszy,
- Wyżni Smrekowicki Stawek (Vyšné Smrekovické pliesko, ok. 1360 m) – wschodni, mniejszy i prawie całkowicie zarośnięty.

Bór świerkowy otaczający niegdyś Smrekowickie Stawki został wyłamany przez wichurę 19 listopada 2004 r.